# Gale Anne Hurd
Gale Anne Hurd (ur. 25 października 1955 w Los Angeles) – amerykańska producentka filmowa i scenarzystka. Została uhonorowana nagrodą Saturna i nagrodą Independent Spirit Awards. Posiada swoją gwiazdę na Hollywoodzkiej Alei Gwiazd.

## Filmografia

### Producentka
- 1984: Terminator
- 1986: Obcy – decydujące starcie
- 1988: Obcy przybysze
- 1989: Otchłań
- 1990: Wstrząsy
- 1991: Terminator 2: Dzień sądu
- 1992: Taniec na wodzie
- 1992: Mój brat Kain
- 1994: Bezpieczne przejście
- 1996: Duch i Mrok
- 1997: Góra Dantego
- 1998: Armageddon
- 1999: Wirus
- 2002: Zatrzymani w czasie
- 2003: Hulk
- 2003: Terminator 3: Bunt maszyn
- 2004: Punisher
- 2005: Æon Flux
- 2008: Incredible Hulk
- 2008: Punisher: Strefa wojny
- 2010: Żywe trupy
- 2015: Fear the Walking Dead
- 2016: Hunters
- 2016: Falling Water
- 2017: Lore